# うういずみ
うういずみ（1969年11月5日 - ）は、日本の元漫画家、人生相談師、YouTuber、専門学校講師。大阪府出生、京都府出身。別名義にペガサスハイドがある。

## 来歴
成安造形大学グラフィックデザイン印刷科卒業。
1992年1月に『HOT・FASHION』（講談社『週刊ヤングマガジン』・ちばてつや賞準優秀新人賞受賞）でデビュー。自身の代表作となった『週刊少年チャンピオン』（秋田書店）の連載『2×2』など、主に少年誌向けの作品を手がけた。
その後は東京アニメーター学院、東洋美術学校など10校以上の漫画専門学校で、20年間講師として勤め、その知見を活かしYouTubeで視聴者のイラスト添削を行うことも行っている。
2016年から解離性同一性障害に特化した相談師を始め、医師とは異なる「人格解離当事者」からのアドバイザーとしても活動。

## 作品リスト

### 漫画
- 2×2（1998年-2001年、秋田書店・全12巻）※週刊少年チャンピオン連載
- オレの妹マジ・好き・かわいい（1999年2月、さくら出版）
- 砂織 SIXTEEN（1999年3月、さくら出版）
- 転生ANIMA（2002年、秋田書店・全1巻）ISBN 978-4253202060※週刊少年チャンピオン連載
- HOT・FASHION（2024年、大都社・全1巻）ISBN 978-4886538161※デビュー作を含む短編集

ほか

### 書籍
- NGポイントで早わかり! キャライラスト劇的改善テクニック100（2022年2月19日、ソーテック社）

## 出演

### テレビ番組
- あの子は漫画を読まない。（2020年10月13日 - 11月3日、BS日テレ）[1]
- NONFIX (2022年、フジテレビ)[1]